# دانيال (لاعب كرة قدم برازيلي)
دانيال هو لاعب كرة قدم برازيلي في مركز الوسط، ولد في 13 مايو 1996 في ساو برناردو دو كامبو في البرازيل. لعب مع ريد بل براغانتينو.